# Edward Palmer Thompson
Edward Palmer Thompson (3. února 1924 – 28. srpna 1993) byl britský historik a spisovatel marxistické orientace. Proslavil se především studií The Making of the English Working Class z roku 1963. Známé jsou i jeho biografie Williama Morrise či Williama Blakea. Krom historických prací psal i prózu (The Sykaos Papers) a poezii. Byl členem Komunistické strany Velké Británie, vystoupil z ní však roku 1956 na protest proti sovětské invazi do Maďarska. Angažoval se též v kampani za jaderné odzbrojení.